# Юрлов, Никита Александрович
Никита Александрович Юрлов (род. 19 ноября 1993 года) — российский игрок в хоккей с мячом, защитник московского «Динамо».

## Карьера
Воспитанник Н.В. Коновалова. Чемпион России среди молодежи (2013). 
В чемпионате России провел 94 матча.